# 硬氣功
硬氣功，又稱排打氣功，氣功武術的一種。練習者經過長期練習與意念導引，利用本身肌肉與骨骼的力量，配合特定的呼吸方法，形成強固的防禦，以抵禦外界的攻擊。硬氣功的練習者，可以意念來強化身體的某一個部份，之後用磚石或是兵器來加以防止，以顯示自己肉體的強度。其中包括鐵頭功、鐵喉功、鐵襠功、金鐘罩、鐵布衫等。街頭藝人經常以此來作為一種表演。在瑜伽術中也有類似的練習方法。